# Чернишов Петро Андрійович
Петро Андрійович Чернишов (англ. Peter Tchernyshev; рос. Пётр Андреевич Чернышёв; нар. 6 лютого 1971, Ленінград) — радянський, російський, а згодом американський фігурист, п'ятиразовий чемпіон США (1999-2003) і дворазовий переможець чемпіонату Чотирьох континентів (2000, 2002) в танцях на льоду. По закінченні спортивної кар'єри працює тренером і хореографом.

## Кар'єра
Дідусь Петра Чернишова, Петро Сергійович Чернишов (1914-1979), був фігуристом-одиночником, чотириразовим чемпіоном СРСР наприкінці 1930-х років. Петро пішов по стопах діда і почав займатися поодиноким фігурним катанням у віці 6 років. Батько Андрій Петрович Чернишов (помер 3 жовтня 2014) і мати Любов Василівна були інженерами.
У 1992 році разом з першою дружиною Наталею Анненко, що завершила до того часу любительську кар'єру і почала займатися професійними виступами (дует Анненко — Стрітенський), переїхав у Лейк-Плесід (США), де став тренуватися в міжнародній танцювальній школі у Наталії Дубової. Першою партнеркою Петра була починаюча фігуристка і балерина Софія  Єліазова. Саме її мати Тетяна допомогла Чернишову приїхати в США і отримати «грін-карту». Однак значних успіхів у цієї пари не було. У 1996 році вона посіла лише 13 місце в чемпіонаті США і незабаром після цього розпалася.
Дует з Наомі Ланг утворився в Лейк-Плесіді, куди Наомі приїхала з Детройта на запрошення Дубової і Чернишова. У 1997 році на своєму дебютному чемпіонаті США вони зайняли п'яте місце. Далі дует переїхав в Детройт до тренера Ігоря Шпильбанда. У 1998 році вони вже стали бронзовими призерами, а з наступного сезону п'ять разів поспіль вигравали золото чемпіонату США.
У 2001 році Чернишов одержав американське громадянство, і вони з Наомі змогли взяти участь у зимових Олімпійських іграх 2002 року, де стали 11-ми. Крім того в 2000 і 2002 роках дует двічі перемагав на чемпіонаті Чотирьох континентів.
У 2003 році пара завершила любительську спортивну кар'єру. Після цього Петро зайнявся тренерською діяльністю.
Також Чернишов виступає у багатьох льодових шоу. Разом з Наомі Ланг брав участь в турі, організованому Євгеном Плющенком, «Золотий лід Страдіварі». У 2007 році взяв участь у телешоу каналу «Росія» «Танці на льоду. Оксамитовий сезон», в якому разом з співачкою Юлією Ковальчук здобув перемогу. У 2009-2014 роках брав участь у проектах Першого каналу «Льодовиковий період–3» (в парі з актрисою Ксенією Алфьоровою), «Лід і полум'я» (в парі з співачкою Надією Грановською), «Болеро» (в парі з прима-балериною Михайлівського театру Іриною Перрен), «Льодовиковий період. Кубок професіоналів», «Льодовиковий період–4» (в парі з актрисою Юлією Зіміною) і «Льодовиковий період–5» (в парі з актрисою Оленою Подкамінською).
В ролі хореографа ставить програми російським і іноземним фігуристам, зокрема, працював з парами Юко Кавагуті–Олександр Смирнов і Рена Іноуе–Джон Болдуін, одиночниками Максимом Ковтуном і Аделіною Сотниковою.

## Особисте життя
Першою дружиною Петра Чернишова була фігуристка Наталія Анненко, що виступала в танцях на льоду з Генріхом Стрітенським. Вони прожили разом сім років.
22 вересня 2008 року одружився з російською актрисою і телеведучою Анастасією Заворотнюк. Восени 2018 року у пари народилася дочка Міла.

## Спортивні досягнення
| Змагання/Сезон                  | 1997-1998 | 1998-1999 | 1999-2000 | 2000-2001 | 2001-2002 | 2002-2003 | 2003-2004 |
| ------------------------------- | --------- | --------- | --------- | --------- | --------- | --------- | --------- |
| Зимові Олімпійські ігри         |           |           |           |           | 11        |           |           |
| Чемпіонати світу                |           | 10        | 8         | 9         | 9         | 8         |           |
| Чемпіонати Чотирьох континентів |           | 3         | 1         | 2         | 1         | 3         |           |
| Чемпіонати США                  | 3         | 1         | 1         | 1         | 1         | 1         | WD        |
| Етапи Гран-прі: Skate America   |           | 5         | 3         | 5         |           |           |           |
| Етапи Гран-прі: Cup of Russia   |           | 5         |           |           |           |           |           |
| Етапи Гран-прі: Trophee Lalique |           |           | 5         | 4         |           |           |           |
| Ігри доброї волі                |           |           |           |           | 4         |           |           |

WD = знялися з змагань